# Стречно (Жилина)
Стречно (слч. Strečno) насељено је мјесто са административним статусом сеоске општине (слч. obec) у округу Жилина, у Жилинском крају, Словачка Република.

## Становништво
| Година:    | 1994. | 2004.    | 2014.   | 2024.   |
| ---------- | ----- | -------- | ------- | ------- |
| Број људи: | 2406  | 2648     | 2565    | 2572    |
| Разлика:   |       | +10,05 % | -3,13 % | +0,27 % |

| Година:    | 2023. | 2024.   |
| ---------- | ----- | ------- |
| Број људи: | 2589  | 2572    |
| Разлика:   |       | -0,65 % |

Према подацима о броју становника из 2024. године насеље је имало 2572 становника.